# Swinton, South Yorkshire
Swinton är en stad och en unparished area i distriktet Rotherham i grevskapet South Yorkshire i England. Steden är belägen 15 km från Sheffield. Unparished area hade 11 701 invånare år 2001. Steden nämndes i Domedagsboken (Domesday Book) år 1086, och kallades då Sinitun/Suintone.